# Grotte de Rochereil
La grotte de Rochereil (ou Rochereuil) est un site archéologique situé à Grand-Brassac, en France.

## Localisation
La grotte est située dans le Périgord en région Nouvelle-Aquitaine, au nord-ouest du département de la Dordogne, sur la commune de Grand-Brassac, en bordure de la Dronne, au niveau du moulin de Rochereuil.

## Historique
Elle est fouillée au début du XXe siècle par M. Féaux et le marquis de Fayolle. Des fouilles plus méthodiques ont lieu  sous la conduite de P.-E. Jude, puis de 1935 à 1939 par le Dr Paul-Émile Jude.

## Occupation
La grotte a été occupée aux époques magdalénienne et azilienne. 
Elle a livré de probables sépultures pour les deux périodes : un enfant au Magdalénien, ainsi qu'un adulte et des adolescents à l'Azilien.[réf. nécessaire]
Le site est classé au titre des monuments historiques le 1er avril 1952. 
Depuis 2011, il fait l'objet d'un nouveau programme d'étude (prospection thématique puis projet collectif de recherches) dirigé par Patrick Paillet.